# Mr. Garrison's Fancy New Vagina
Mr. Garrison's Fancy New Vagina is aflevering 126 (#901) van de animatieserie South Park. In Amerika werd de aflevering voor het eerst uitgezonden op 9 maart 2005. Centraal in de aflevering staat de verbouwing van Mr. Garrison van man naar vrouw.

## Plot
Mr. Garrison ligt op de operatietafel om zich te laten ombouwen tot vrouw. Kyle mag meedoen aan de try-outs van een lokaal basketbalteam omdat hij de beste speler van de school is. Omdat hij veel kleiner is dan de rest en de enige blanke is wordt hij al snel van het veld gestuurd met het argument dat Joden geen basketbal kunnen spelen. 
Omdat Kyle nogal geschokt is door de ombouwing van Mr. Garrison legt zijn moeder uit dat innerlijk en uiterlijk soms niet samengaan. Kyle wil daarom omgebouwd worden tot een grote kleurling. Tijdens de consultatie blijkt dat Kyle rode krullen heeft. Zijn ouders weigeren echter toestemming. Zijn vader wordt woedend en gaat de plastisch chirurg bezoeken. In plaats van een preek te geven laat hij zich echter overtuigen zich te laten ombouwen tot een dolfijn.
Mr. Slave is niet tevreden omdat Mrs. Garrison nu een vagina heeft en daar houdt hij als homoseksuele man niet van.  Omdat Mr. Garrison zijn regels nog niet heeft gehad denkt hij dat hij zwanger is. Hierop loopt hij juichend weg omdat hij dan abortus kan doen.
De vader van Kyle komt binnen als dolfijn. Hij overtuigt zijn vrouw Kyle te laten ombouwen. Ze zien Kyles vader en Cartman noemt hem een Jewfin (Jew + Dolfin).
De beste spelers van de vierde graad van Colorado moeten tegen de beste spelers van Wyoming. Omdat Kyle nu zwart en groot genoeg is mag hij meedoen.
Ondertussen moet Kyles vader naar de wc en vraagt aan een lid van het personeel waar de wc's voor dolfijnen zijn. Omdat er echter geen wc's voor dolfijnen zijn, begint hij ruzie te maken en dreigt dat hij naast dolfijn ook nog advocaat is. Hierop zegt de man: You're a Lofin? (Lawyer + Dolfin)
Mrs. Garrison dringt binnen samen met Cartman, Kenny en Stan. Kyle mag niet basketballen, want als hij dat doet zullen de teelballen in zijn knieschijven ontploffen. Ze komen echter net te laat en dit gebeurt. Kyles benen vallen eraf en bloed spat in het rond.
Een politieman vraagt: So let me get this straight: that woman over there was trying to get to her balls which where in the knees of a black child who's father is a dolfin? (Dus laat me dit even duidelijk zeggen: die vrouw daar probeerde haar teelballen te bereiken die in de knieën van een zwart kind zaten wiens vader een dolfijn is?). Stan antwoordt bevestigend.
De plastisch chirurg zal Kyle en zijn vader terug normaal maken, maar bij Mrs. Garrison zal dit niet meer lukken omdat de penis en de teelballen verloren zijn gegaan in de explosie en in het gebruik bij de ombouwing van Kyles vader. Hij vindt dit niet erg en zal voortaan door het leven gaan als een vrouw die niet menstrueert.